# Dmitri Pokrass
Dmitri Iakovlevitch Pokrass (en russe : Дмитрий Яковлевич Покрасс), né à Kiev le 7 novembre 1899 et mort à Moscou le 20 décembre 1978, est un compositeur soviétique, pianiste et chef d'orchestre. Il a travaillé régulièrement avec son frère, Daniil.

## Biographie
Né à Kiev, Dmitri Pokrass se produit dès l'âge de huit ans comme chansonnier dans les villages et villes alentour. Après avoir fait les études du piano au Conservatoire Rimski-Korsakov de Saint-Pétersbourg en 1914-1917, sous la direction de Mikhaïl Guelever (Михаил Иванович Гелевер), il rentre à Kiev et travaille comme accompagnateur. En 1919, à Rostov-sur-le-Don, il se produit dans la salle de spectacle Krivoï Jimmy et écrit la même année, à la demande d'Anton Tourkoul, une nouvelle version du Chant des partisans de l'Amour connue sous le titre Marche du régiment Drozdovski («Марш Дроздовского полка»). Enrôlé dans la 1re armée de cavalerie rouge en 1919-1921, il compose à l'occasion de la prise de Rostov la musique de la Marche de Boudienny (ru) («Марш Будённого») dont les paroles sont écrites par Anatoli D'Actyle (ru). D'autres morceaux de cette époque reflètent également son expérience militaire, comme Hei, hei sedlaï konei («Гей-гей, седлай коней»), sur des paroles de Demian Bedny, la cantate Vperiod («Вперёд») et la chanson Krasnye kavaleristy («Красные кавалеристы»), les deux sur des paroles de Sergueï Minine (ru).
En 1923-1926, installé à Moscou, il devient chef d'orchestre des théâtres Palas et Ermitage. En 1926-1935, il est chef d'orchestre et responsable du département musical du Music-hall de Moscou. De 1936 à 1972, il est directeur artistique de l'orchestre de la Maison de la culture des cheminots située Place Komsomolskaïa (Moscou). Il collabore avec les paroliers Alekseï Sourkov, Vassili Lebedev-Koumatch (Si demain la guerre éclate, 1938),, Mikhaïl Issakovski, Boris Laskine (ru) (Tri tankista pour le film Les Tractoristes, 1939), Mikhaïl Svetlov. Le poème Zog Nit Keynmol écrit par Hirsch Glick, un résistant détenu au ghetto de Vilnius, est également chanté sur un air composé par Pokrasse.
Il a été nommé artiste du peuple de l'URSS en 1975.
Mort à Moscou, Dmitri Pokrass est enterré au cimetière de Novodevitchi.

## Décorations
- Ordre du Drapeau rouge du Travail : 1938, 1969
- prix Staline : 1941, pour la musique de films Les Marins de Kronstadt (1936) et Si demain la guerre éclate (1938)
- Ordre de l'Étoile rouge : 1943
- Ordre de l'Insigne d'honneur : 1947